# Stand and Deliver (Adam and the Ants)
Stand and Deliver is een nummer van de Britse band Adam and the Ants. Het is de eerste single van hun derde studioalbum Prince Charming uit 1981. Op 27 maart dat jaar werd het nummer eerst in het Verenigd Koninkrijk en Ierland op single uitgebracht en op 1 mei dat jaar werd de single heruitgebracht.

## Achtergrond
De titel "Stand and Deliver" verwijst naar een kreet die struikrovers uit de 18e eeuw gebruikten.
De plaat werd een grote hit in  thuisland het Verenigd Koninkrijk, waar de nummer 1-positie werd behaald in de UK Singles Chart. In Ierland werd de 2e positie bereikt, Australië de 12e, Nieuw-Zeeland de 32e, Finland de 22e en Duitsland de 8e.
In Nederland werd de plaat in het voorjaar van 1981 veel gedraaid op Hilversum 3 en werd een hit in de destijds drie landelijke hitlijsten op de nationale publieke popzender. De plaat bereikte de 8e positie in  zowel de Nederlandse Top 40 als de TROS Top 50 en piekte op  de 4e positie in de Nationale Hitparade. In de Europese hitlijst op Hilversum 3, de TROS Europarade, werd de 19e positie behaald.
In België bereikte de plaat de  7e positie in zowel de voorloper van de Vlaamse Ultratop 50 als de Vlaamse Radio 2 Top 30. In Wallonië werd géén notering behaald.
In de sinds december 1999 jaarlijks uitgezonden NPO Radio 2 Top 2000 van de Nederlandse publieke radiozender NPO Radio 2, stond de plaat uitluitend in 2001 genoteerd op een 861e positie.

## Tracklijst
- 7" vinylsingle

1. "Stand and Deliver" - 3:08
2. "Beat My Guest" - 3:11

## NPO Radio 2 Top 2000
Stand and Deliver stond alleen in 2001 in de NPO Radio 2 Top 2000, op plek 861.